# Hawkingstråling
Hawkingstråling er stråling udtænkt af fysikeren Stephen Hawking i 1974 og består af partikler og antipartikler, der strømmer fra sorte huller som følge af kvantemekanikkens tunneleffekt. Strålingen forekommer, da der vindes energi ved, at det sorte hul lidt efter lidt henfalder til et par af en partikel og en antipartikel. Her udsendes den ene. Denne proces forløber hurtigere, jo mindre massen er, og indebærer, at sorte huller under 1 mia. ton ikke kan eksistere. Dem skabt ved Big Bang henfalder hurtigt.